# Azerbaijan Airlines
Azerbaijan Airlines AZAL (en azerí: Azərbaycan Hava Yolları) es la aerolínea nacional de la antigua república soviética de Azerbaiyán con base en Bakú. Es la aerolínea nacional del Estado y opera vuelos regulares de transporte de pasajeros y carga hacia la Comunidad de Estados Independientes, Europa, Asia y América Su base de operaciones principal es el Aeropuerto Internacional Heydar Aliyev (GYD). La aerolínea fue establecida e inició sus operaciones el 7 de abril de 1992. Es propietaria en un 100% de la aerolínea subsidiaria AZAL Avia Cargo y cuenta con 4,280 empleados.
Su código IATA es J2 y su código OACI es AHY.

## Destinos
Azerbaijan Airlines opera servicios a los siguientes destinos internacionales en forma regular (a septiembre de 2006).

### América
- Nueva York (Aeropuerto Internacional John F. Kennedy)

### Asia
- Aqtau (Aeropuerto de Aqtau)
- Dubái (Aeropuerto Internacional de Dubái)
- Kabul (Aeropuerto Internacional de Kabul)
- Teherán (Aeropuerto Internacional Imam Khomeini)
- Tel Aviv (Aeropuerto Ben Gurion)
- Tiflis (Aeropuerto Internacional de Tbilisi)
- Ürümqi (Aeropuerto de Urumqi Diwopu)

### Azerbaiyán
- Bakú (Aeropuerto Internacional Heydar Aliyev)
- Ganja (Aeropuerto de Ganja)
- Nakhichevan

### Europa
- Ankara (Aeropuerto Internacional Esenboga)
- Barcelona (Aeropuerto de Barcelona - El Prat)
- Estambul (Aeropuerto Internacional Atatürk)
- Kiev (Aeropuerto Boryspil)
- Londres (Aeropuerto de Londres-Gatwick, Aeropuerto de Londres-Heathrow)
- Milán (Aeropuerto de Milán-Malpensa)
- Minsk (Aeropuerto Internacional de Minsk)
- Moscú (Aeropuerto Internacional Sheremetyevo)
- París (Aeropuerto Charles de Gaulle)
- San Petersburgo (Aeropuerto Pulkovo)

## Flota

### Flota actual
La flota de Azerbaijan Airlines incluye las siguientes aeronaves con una edad promedio de 12.7 años (a diciembre de 2024):

## Accidentes e incidentes
- El 30 de noviembre de 1995, alrededor de las 19:10, un 707-323C, que estaba registrado como 4K-401, estaba en ruta desde Urumqi, pero encontró algunos problemas con el tren de aterrizaje principal izquierdo. Después de un paso bajo sobre la pista de Bakú, el avión giró a la izquierda preparándose para aterrizar en el aeropuerto. Sin embargo, poco después el avión chocó contra postes ligeros de un puente de carretera y se estrelló contra un campo, matando a dos miembros de la tripulación e hiriendo a otras cuatro personas.
- El 5 de diciembre de 1995, un Túpolev Tu-134B que operaba el vuelo 56 de Azerbaijan Airlines, realizaba un vuelo de regreso entre Bakú y Najicheván.  el avión se estrelló contra un campo en las afueras del suroeste de Najicheván, a 3.850 metros de la pista, matando a 2 miembros de la tripulación y 50 pasajeros; 30 resultaron heridos. La investigación reveló que, tras el fallo mecánico del motor izquierdo, la tripulación apagó el motor derecho que funcionaba.
- El 15 de mayo de 1997, varios soldados azerbaiyanos regresaban al campamento cerca de Ganja después de una práctica con armas pequeñas y habían comenzado a disparar contra una señal de tráfico. Al mismo tiempo, un Yakovlev 40 4K-87504 regresaba de un vuelo de entrenamiento y se encontraba sobre la zona en su aproximación al aeropuerto de Ganja. Varias balas perdidas alcanzaron el Yak-40 y alcanzaron una bombona de oxígeno. Se produjo un incendio y se perdió el control. El avión se estrelló a 5160 metros de la pista, 95 metros a la izquierda de la línea central extendida. Los 6 miembros de la tripulación murieron.
- El 18 de agosto de 2000, un pasajero secuestró el vuelo 154 de Azerbaijan Airlines, un Túpolev Tu-154, mientras el avión realizaba un viaje nacional entre Najicheván y Bakú. El secuestrador afirmó estar armado con una granada de mano y una botella de líquido inflamable. Exigió que el avión, que transportaba 164 pasajeros, fuera trasladado a Estambul, Turquía, donde quería visitar a un líder político azerí hospitalizado. El secuestrador aceptó la recomendación del piloto de repostar combustible en Tbilisi, Georgia. Sin embargo, el secuestrador fue dominado por dos funcionarios del Ministerio de Seguridad Nacional que estaban en el avión. El avión aterrizó en Bakú y el secuestrador fue detenido. No llevaba granada, pero al parecer llevaba dos botellas, una con queroseno y la otra con un líquido no identificado. El secuestrador fue identificado como el presidente de la rama Najicheván del opositor Partido Musavat. Varias de las demandas principalmente políticas del secuestrador, incluido el aplazamiento de las elecciones parlamentarias hasta diciembre, aparecieron al día siguiente en un periódico de la oposición. Varios días después del secuestro, el redactor jefe de este periódico fue detenido y acusado de terrorismo por haber mantenido contactos con el secuestrador. Según los informes, en su apartamento se encontraban documentos relacionados con el secuestro. El secuestrador, sin embargo, afirmó haber actuado solo.
- El 23 de diciembre de 2005 un An-140 de Azerbaijan Airlines se estrelló en el mar Caspio a 20 millas al norte de la capital, Bakú. Los 18 pasajeros y 5 miembros del personal de a bordo murieron. La aeronave se dirigía a Aktau. La aerolínea ha dejado de volar sus otras aeronaves An-140, además de posponer los planes para la compra de más aeronaves del mismo tipo de Ucrania.
- El 12 de agosto de 2010, el vuelo 75 de Azerbaijan Airlines, un Airbus A319-111 registrado como 4K-AZ04 y con el nombre "Guba", sufrió un colapso del tren de aterrizaje cuando el avión salió de la pista 05-23 tras llegar al aeropuerto internacional Atatürk de Estambul. El avión sufrió daños importantes, pero los 127 pasajeros y la tripulación escaparon ilesos.
- El 25 de diciembre de 2024, el vuelo 8243 de Azerbaijan Airlines operado por un Embraer E190 se estrelló durante la aproximación final durante un aterrizaje de emergencia en el aeropuerto internacional de Aktau. Las agencias de noticias rusas dijeron que la aeronave volaba de Bakú a Grozni en Chechenia, Rusia, pero que había sido desviado a otro aeropuerto debido a la niebla en Grozni. Según reportes, los pilotos activaron la señal de emergencia 7700 en su transpondedor, lo que indicaba que había ocurrido una emergencia a bordo, mientras volaba sobre el mar Caspio, 32 de los 67 pasajeros sobrevivieron al accidente.